# Печерні поселення Каппадокії

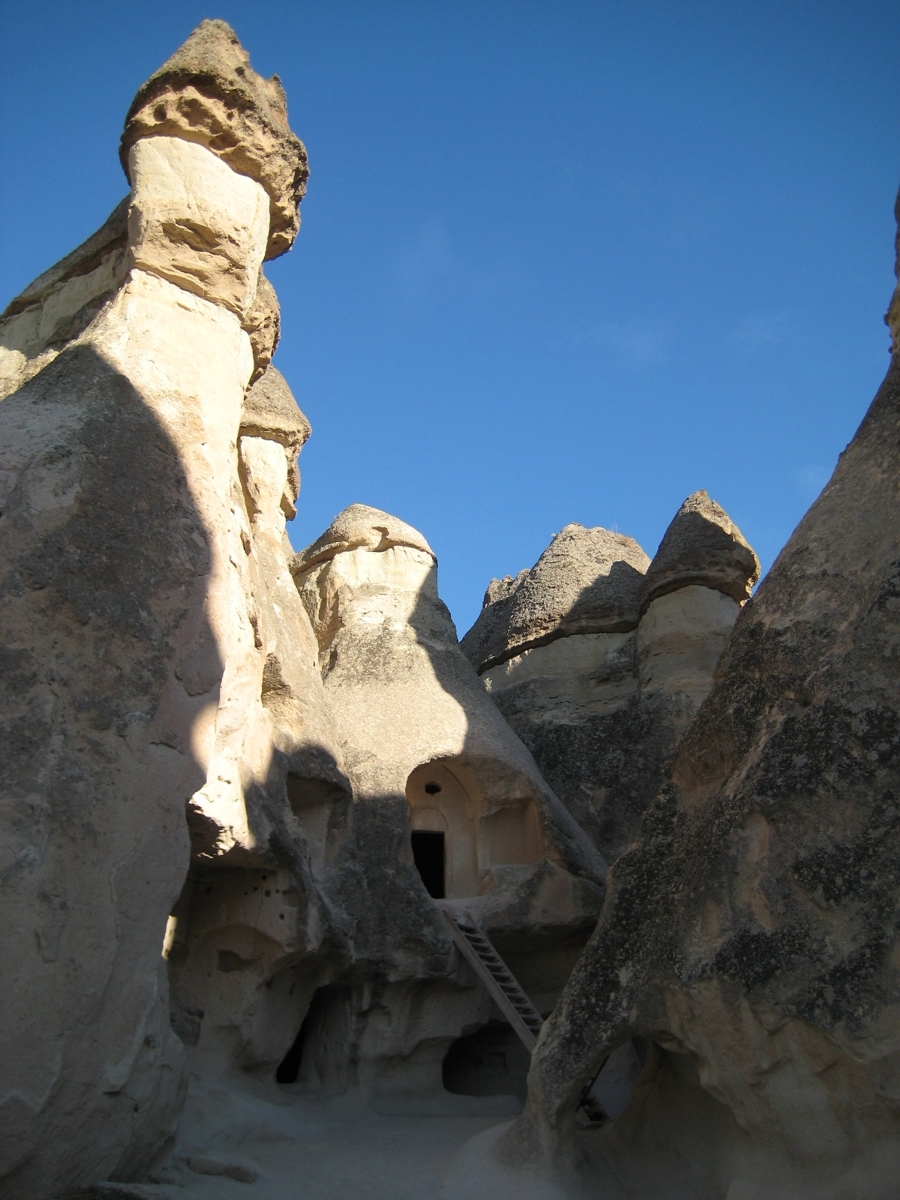
Чернецький комплекс в долині Паша Баглар. Келії вирубані в вулканічних останцаях перібаджалари

Печерні поселення історичної області Каппадокія — це розташований на великій території унікальний комплекс поселень, що створювався протягом багатьох століть, починаючи з I тис. до н. е. Включає кілька підземних міст і безліч вирубаних в скелях печерних монастирів. Входить до списку Світової спадщини ЮНЕСКО під № 357 і є головною характерною рисою історико-культурного вигляду даної місцевості і привабливим туристичним об'єктом.
 Тут, у Каппадокії — одне з дивовижних місць на світі. Гори з м'якого вулканічного туфу обдувається вітром і століттями, перетворюючись на те, що здається фокусами Антоніо Гауді, — в постаті химерних плавних обрисів, які, через брак лісу, служили укриттям і житлом. Дерево йшло тільки на двері. У цих скелях вирубували квартири і цілі багатоквартирні будинки з часів хетів. 
 (Петро Вайль. «Геній Місця»)

## Причини

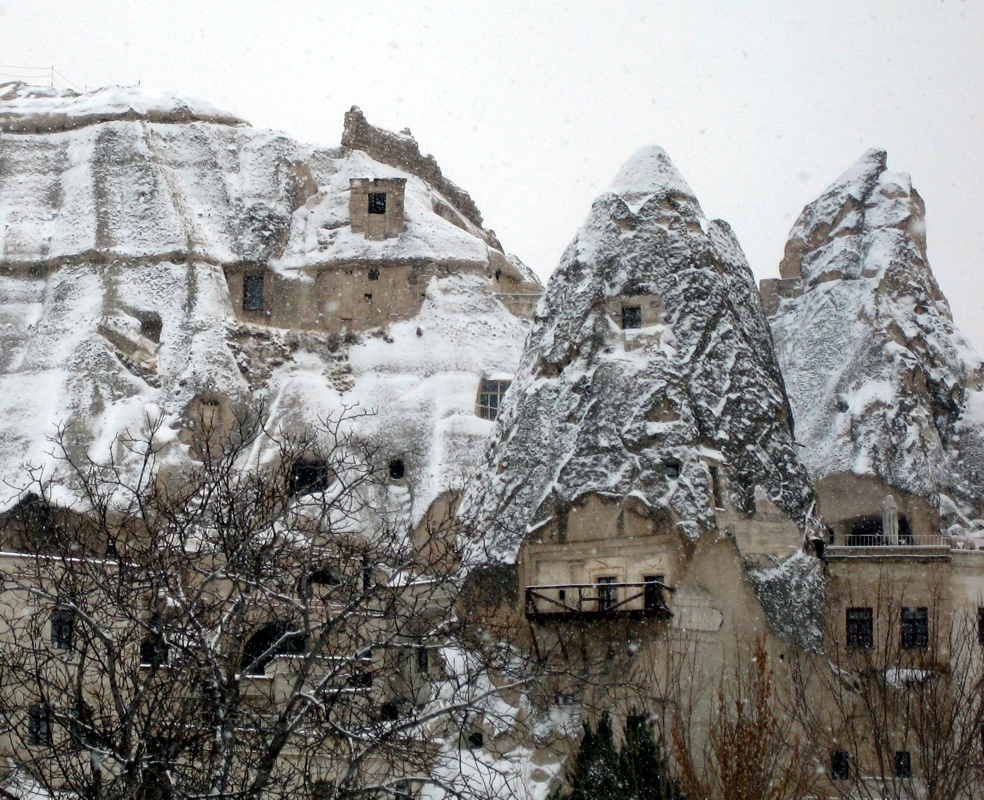
Міський будинок в селищі Гереме. Вікна печер засклені, всередині проведено електрику і водогін

- Геологічні: характер гірських порід місцевості. Каппадокійський туф м'який і легко піддається обробці, тому в ньому зручно видовбувати печери. А увійшовши в контакт зі свіжим повітрям, через деякий час ця порода «кам'яніє» і стає твердою. Відсутність дерев, які можна було б використовувати як будівельний матеріал — додаткова причина.
- Соціокультурні: традиція видовбування печерних жител виникла в Каппадокії в I-му, якщо не у II-му тисячолітті до нашої ери, і зберігається місцевими жителями, завдяки своїй зручності, і до наших днів. Приміром, турецьке населення Гереме і зараз не будує будинків серед порожньої місцевості, а навпаки — прилаштовує їх до останців, у яких, у свою чергу, робляться печери, які використовуються як комори, а то й житлові кімнати.
- Політико-релігійні: географічне положення Каппадокії сприяло тому, що протягом століть через її територію прокочувалися хвилі іноземних загарбників, і місцеве населення, щоб вижити, обрало стратегію хованок в тайники. Складний гористий рельєф місцевості утруднював посилку великих розшукових загонів. Крім того, щоб сховатися, достатньо було закласти невеликий вхід до печери, яка могла бути дуже місткою. З цієї ж причини важкодоступності, регіон став притулком великій кількості політичних емігрантів в епоху іконоборства. До того ж, легка можливість влаштувати аскетичні келії сприяла популярності Каппадокії у бажаючих чернецтвовати.

## Підземні міста
Покинуті підземні міста Каппадокії почали виявляти в XIX столітті: французький священик отець Жерфаніон натикнувся на невелику дірку посеред гірської рівнини. Спустившись в неї, він опинився в колосальному підземному місті, яке спускається вниз на кілька поверхів, має вентиляційні шахти, колодязі, приміщення для зберігання зерна та утримання домашніх тварин, преси для виготовлення вина і храми. Населення подібного міста виходило наверх тільки щоб обробляти поля. Вузькі переходи, що ведуть до поверхні, у разі небезпеки перекривалися важкими кам'яними жорнами.
На даний момент виявлено 6 подібних міст, і не виключено, що в майбутньому можливі нові знахідки:
- Каймакли
- Дерінкую
- Озконак
- Аджигол
- Татларін
- Мази

Грецький історик Ксенофонт описував таке місто ще в п'ятому столітті до нашої ери.

## Наземні поселення

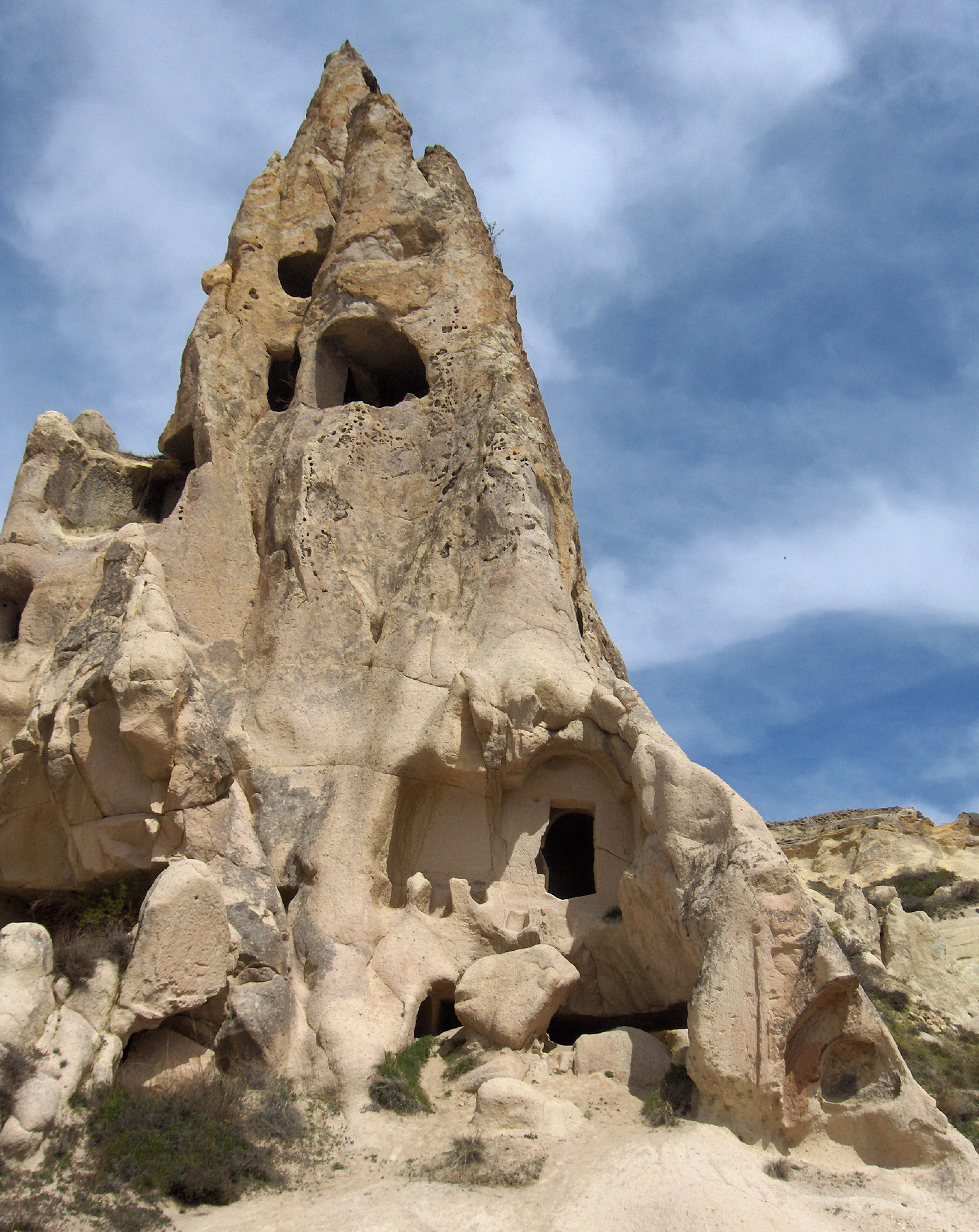
Чернечі келії в скелях Гереме

Вирубані в скелях наземні оселі використовувалися як світським населенням, так і ченцями. Але саме християнські подвижники залишили самі чудові пам'ятники, перетворивши на монастирі цілі гірські долини.

### Подвижництво в гірських келіях
Святий Діодор, архієпископ Каппадокійський, побажав, щоб на його склепі було написано одне-єдине слово: «Acarus», що означає «земляний черв'як», це було виконано. : (Віктор Гюго. «Знедолені»)
Життя в келіях, вирубаних в гірських породах, без будь-яких зручностей, далеко від міських центрів і наодинці з суворою природою сприяло духовному просвітленню. Кількість ченців, які оселилися в Каппадокії з даною метою, була надзвичайно великою. І зараз практично повсюдно в будь-якому зручному місці Каппадокії можна побачити вирубані в скелях «вікна» і «двері», які свідчать про те, наскільки щільно була заселена відлюдниками дана місцевість. Деякі з осель знаходяться в скелях на великій висоті, і підніматися до них можна було тільки по мотузкових сходах.

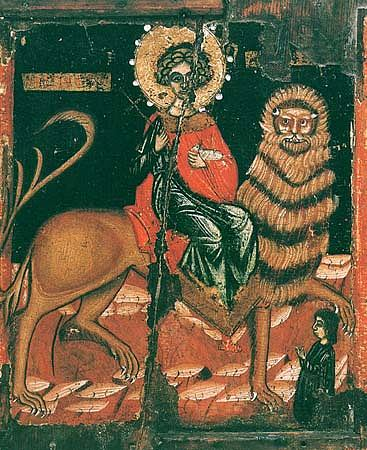
Ікона: святий Мамант і дикі тварини

«Зростання обителів проходило бурхливо. Весь край в буквальному сенсі був зритий печерами, у яких влаштовувалися церкви, скити, келії … Місця для всіх не вистачало. Дійшло до того, що монастирське будівництво в Каппадокії заборонили. Всього ж до нашого часу збереглося більше тисячі вирубаних в скелях храмів».
Типовий приклад того, як проходило життя каппадокійського ченця, дає житіє святого Маманта, який жив в Каппадокії в III столітті:

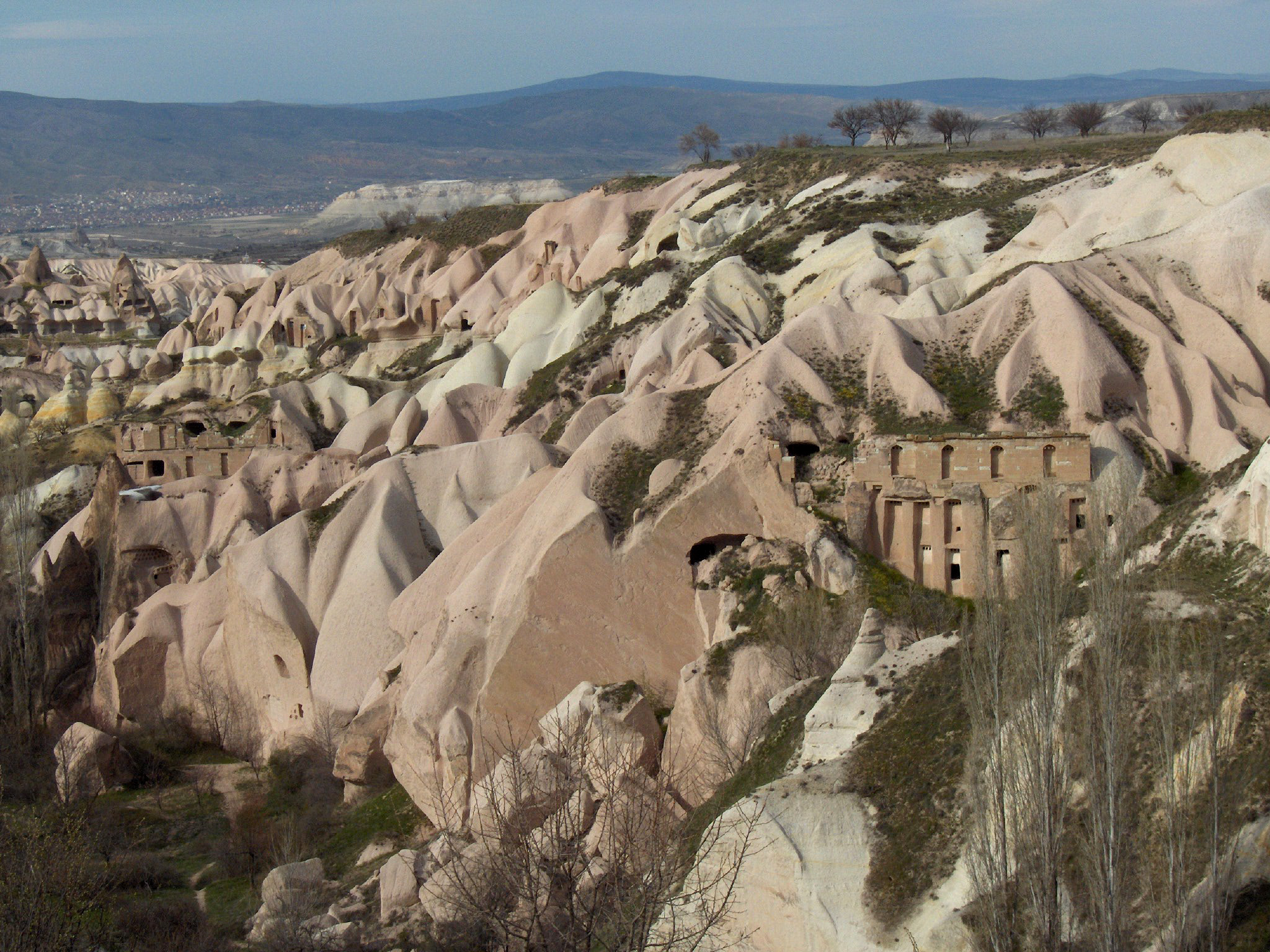
Вид долини поблизу Учхисара з вирубаними в скелі приміщеннями

"… Розлючений імператор піддав юнака жорстоким катуванням. Потім хотіли втопити святого, але Ангел Господній врятував Маманта і повелів жити на високій горі в пустелі, що знаходилася недалеко від Кесарії. Підкоряючись волі Божій, святий влаштував там невеличку церкву і став проводити життя в суворому утриманні, подвиги посту і молитви.
 

Незабаром він отримав дивовижну владу над силами природи: до його оселі збиралися звірі, що населяли околишню пустелю, і слухали читання Святого Євангелія. Харчувався святий Мамант молоком диких кіз і ланей.
 

Не забував святий і про потреби своїх ближніх: готуючи з цього молока сири, які він безоплатно роздавав бідним. Незабаром слава про богоугодне житії святого Маманта поширилася по всій Кесарії. Стурбований правитель послав за ним загін вояків. Зустрівшись на горі зі святим Мамантом, воїни не впізнали його, прийнявши за простого пастуха. Тоді святий запросив їх до хижі, напоїв молоком і сам відкрив їм своє ім'я, бо знав, що його чекає мученицька смерть за Христа … ".

### Список скельних монастирів, церков і поселень Каппадокії
- Авчілар
- Ачіксарай

#### Долина Белісирма
- - Церква Сюмбюллю
  - Церква Діреклі
  - Церква Ала
  - Церква Св. Георгія
  - Церква Бахаттін Самаклиги

#### Гереме
- - Церква Дурмуш Кадір
  - Церква Юсуф Коч
  - Церква Безірхани
  - Церква Орта махаллі
  - Церква Карабулут
  - Церква Ел Назар
  - Долина Горгундере
  - Темна церква (Каранлик Килісе)
  - Жіночий монастир Кизлар
  - Церква Ельмалі
  - Церква св. Барбари
  - Церква Йиланли (Зміїна)
  - Церква Токали (Стара і Нова)
  - Церква Чарикли (Церква з сандалями)
  - Церква Сакла Темна церква, у якій добре збереглися розписи XI століття із зображенням євангельських сюжетів, використовувалася як голубник і на очищення стін від голубиного посліду знадобилося 14 років.
  - Яблучна церква
  - Церква з сандалями

#### Долина Дербент
- Зельва, Музей просто неба Зельва
  - Церква Геїклі
  - Юзюмлю Килісе (Церква виноградних грон)

#### Долина Іхлара
Долина Іхлара (Іхлара Вадіс) розташовується між погаслими вулканами Хасандаг і Голлюдаг, покривши її шарами лави, туфу і попелу. Річка Мелендіз пробила цей вулканічний туф, утворивши каньйон долини Іхлара довжиною 15 кілометрів і висотою близько 150 метрів. Крім того, у даній місцевості є перібаджалари (на території сіл Селіма і Йапракхісар).
Таким чином, долина, утворена руслом річки, отримала складну конфігурацію: близько 30 вигинів. На її початку розташовується село Іхлара, а в кінці, на півночі — село Селіма. Відстань між ними по прямій — 8 км, а завдяки вигинам — 15 кілометрів.
- - Церква Агачалти (Церква під деревами)
  - Церква Пюренлі Секі
  - Церква Їланли (Зміїна)
  - Церква Егріташ (Богородиці)[7]
  - Церква Кузею Комора
  - Церква Кокарев (Церква, яка погано пахне), IX ст.
  - Церква Паренлі Секі
  - Церква Сюмбюлю (Церква гіацинтів)
  - Церква Каранлик (Темна Церква)
  - Церква Ала
  - Церква Бахаттін Самаклиги
  - Церква Кирм Дамалті (Св. Георгія)
  - Церква Діреклі

#### Долина Гюллюдере
- - 5 церков

#### Долина Кизилчукур
- - Церква Св. матері
  - Церква Хачла

#### Долина Киличлар
- - Церква Киличлар (Дзеркальна)
- Оресін Хан
- Ортхісар
  - Церква Джамбазли
  - Монастир Халлач
- Долина Пашабаги
- Ургуп
- Учхисар
  - Долина голубів
- Долина Соганли
  - Церква Хижака
  - Куббель Килісе, або Церква з куполом
  - Церква Св. Варвари
  - Кара-баш Килісе (Церква Чорних голів)
  - Церква Джанаварли
- Чавушин

<! — Селище Чавушин (Cavusin) вражає залишками великого печерного міста і поселення поруч — безлічі будівель, що притислися до скель і «лізли» по цих скелях .. Задня стіна, що залишилася від скельного міста після чергового обвалу, оголює багаторівневу систему осель. Ця частина міста була заселена до 1953 року, коли тут стався великий землетрус, після якого жителям (туркам, що заселили печери після вигнання звідси християн) заборонили жити в печерах. Можливо, обвалу сприяло і те, що скеля не витримала нагромадження постійно прорубуваних в ній нових кімнат і ходів. Про недавнє перебування людей в цих печерах свідчать гачки для люстр на стелі, номери будинків, що збереглися на деяких печерах. Серед печер на схилі скелі вирізана в скелі церква Святого Іоанна Хрестителя (5 століття), яку в середні століття відвідували тисячі паломників, у тому числі візантійські імператори. ->
- - Церква хрещеного Яхве
  - Церква Бюйук Гюверджінлік
- Юргуп
- Ючхісар

### Фрески Каппадокії

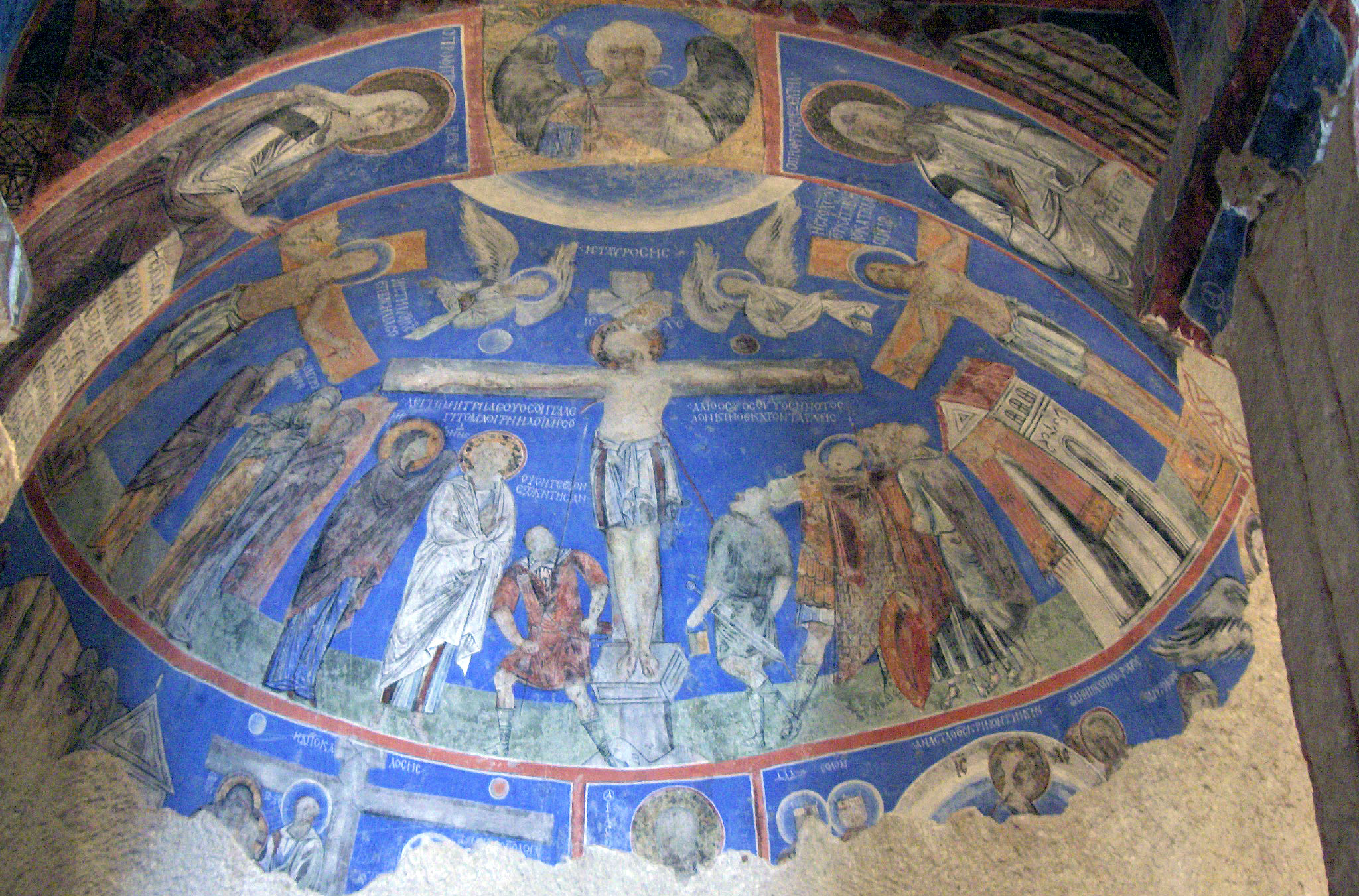
Фрески в церкві Токапі, Геремі

XI століття вважається «Золотим століттям» в мистецтві розписів в Геремі.
У Малій Азії численні скельні церкви в Каппадокії зберегли дуже багато дуже цікавих фресок, деякі з яких відносяться до IX, Х і XI століть. Відкриття та вивчення цих каппадокійських фресок, які «показали дивовижне багатство настінного живопису», тісно пов'язане з ім'ям Св. Отця Ж. Жерфаніона (G. de Jerphanlon), який присвятив більшу частину свого життя ретельному вивченню Каппадокії, «нової провінції візантійського мистецтва»..

## Література
